# Ludwig Crocius
Ludwig Crocius (auch Ludovicus Crocius, * 29. März 1586 in Laasphe; † 7. Dezember 1653 oder 1655 in Bremen) war ein evangelisch-reformierter Prediger, Teilnehmer an der Dordrechter Synode und Professor für Theologie und Philosophie am bremischen Gymnasium Illustre (der alten Bremer Universität).

## Biografie
Ludwigs Vater war Paul Crocius (* 27. Juli 1551; † 5. September 1607), ein ehemaliger Erzieher der Söhne der Grafen Nassau-Dillenburg und Wittgenstein-Berleburg und seit 1583 Pfarrer und Kircheninspektor (Superintendent) in Laasphe, sowie Herausgeber des Buches „Groß Matyrbuch und Kirchenhistorien“ (1606). Sein Großvater Matthias Crocius (* 1479; † 1557) war Pastor in Zwickau gewesen und hatte Martin Luther und Philipp Melanchthon persönlich nahegestanden. Sein jüngerer Bruder war der Theologe Johannes Crocius. Sein Sohn war der Mediziner Christian Friedrich Crocius.

### Studium und Berufung zum Prediger in Bremen
1600 trat Ludwig Crocius in die Tertia des Pädagogiums in Herborn ein. Am 12. Oktober 1603 begann er das Studium der Theologie an der Universität Marburg und 1604 erlangte er dort den akademischen Grad eines Magisters. Am 5. September 1607 verstarb Ludwig Crocius Vater, der mittlerweile Prediger und Inspektor der landgräflich-hessischen Grafschaft Katzenelnbogen in Langenschwalbach geworden war. Ludwig Crocius trat seine Nachfolge an. 1608 bat er seinen Dienstherrn Moritz „der Gelehrte“ von Hessen-Kassel um die Erlaubnis zu einer Studienreise. Die Reise führte ihn an die Universitäten in Bremen, Marburg und Basel. Am 4. April 1609 wurde er in Basel zum „Dr. theol.“ promoviert. Von dort begab er sich nach Genf, um dort weiter zu studieren. Während seiner Zeit in Genf wurde er nach Bremen an die St.-Martini-Kirche als Erster Prediger und an das Gymnasium Illustre als Philosophie- und Theologieprofessor berufen; er trat diese Ämter 1610 an. Spätere Angebote des Markgrafen von Brandenburg (1615) und des Landgrafen Moritz von Hessen-Kassel (1618) lehnte er ab, ebenso ein Angebot, Generalsuperintendent für Schlesien zu werden.
Von 1630 bis 1639 und von 1647 bis zu seinem Tod war er Prorektor am Gymnasium Illustre.

### Synode von Dordrecht
Auf Einladung der niederländischen Generalstaaten von 1618 an den Senat der Stadt Bremen Vertreter zur Synode in Dordrecht zu entsenden reisten der Rektor des Gymnasiums Illustre Mathias Martinius, der Prediger an der bremischen Liebfrauenkirche Heinrich Isselburg und Ludwig Crocius zur Synode. Die Synode sollte die Streitfragen zwischen Anhängern einer strengen Prädestinationslehre einerseits und Arminianern und Remonstranten andererseits klären. Geladen waren hierzu Vertreter der reformierten Kirchen Englands, Schottlands, der Kurpfalz, Hessens, Nassaus und der Wetterau sowie der Städte Emden, Zürich, Bern, Basel und Genf.
Der Senat der Stadt Bremen verlangte von ihren drei Delegierten, dass diese eine auf Philipp Melanchthon zurückgehende milde Linie zu vertreten hätten, diese sei im Consensus Bremensis von 1595 festgehalten und entspreche der bremischen Praxis. Hintergrund hierzu war, dass der Augsburger Reichs- und Religionsfrieden nur zwischen Katholiken und Lutheranern galt, Bremen also dem Augsburger Bekenntnis schon deshalb angehörte, um die eigene Stellung im Reich nicht zu gefährden.
In den 154 Verhandlungen der vom 13. November 1618 bis zum 29. Mai 1619 dauernden Synode konnten sich die Vertreter der Prädestinationslehre nicht vollständig durchsetzen. Die bremischen Vertreter unterzeichneten die Beschlüsse der Synode, da diese für die bremische Kirche keine Einschränkungen brachten und dazu nicht verbindlich waren.

### Auseinandersetzungen um die Prädestinationslehre innerhalb Bremens
Nach der Synode begannen in Bremen die Auseinandersetzungen um die Prädestinationslehre. Begonnen wurde der Konflikt vom Prediger der Kirche St. Ansgarii Philipp Caesar, der ein Verfechter der strengen Lehre war. Caesar predigte hierbei auch gegen Bremer Rat und Kirchenministerium. 1624 legte er zwar sein Amt nieder und verließ Bremen, aber die Gemeinden St. Ansgari und St. Stephani bemühten sich, Caesar als Prediger zu gewinnen. Dies wurde vom Senat abgelehnt. Heinrich Isselburg, der Prediger der Liebfrauenkirche, starb am 29. März 1628 und es entstand so die Gefahr, dass Caesar auf die vakante Stelle gelangen könnte. Um dies zu verhindern wurde Ludwig Crocius auf die Stelle des Predigers berufen.
Zwar konnte Caesar 1628 als Prediger in St. Martini durchgesetzt werden, da diese Stellung nun durch die Berufung Crocius frei wurde, allerdings wurde er 1630 wieder abgesetzt, verließ die Stadt und trat schließlich zum Katholizismus über. Mittlerweile standen sich in Bremen einerseits Ludwig Crocius, Conrad Bergius (1592–1642), Prediger in St. Ansgarii, und Balthasar Willius (1606–1656), Prediger in Unser Lieben Frauen, als Vertreter der milderen an Melanchthon orientierten Lehre und andererseits der Rektor des Gymnasiums Illustre Johann Combach, der Prediger von St. Remberti Henricus Flockenius, und der Prediger von St. Stephani Petrus Zimmermann als Vertreter der strengen Lehre gegenüber.
Crocius erlitt 1651 einen Schlaganfall, blieb aber bis zur Niederlegung des Predigtamtes an der Liebfrauenkirche am 14. Mai 1652 an der Kirche tätig. Seine Vorlesungen am Gymnasium Illustre hielt er bis zu seinem Tod.